# Waikato Stadium
Het Waikato Stadium (om commerciële redenen ook FMG Stadium genoemd) is een multifunctioneel stadion in Hamilton, een stad in Nieuw-Zeeland. 

## Historie
Het stadion werd aanvankelijk geopend in 1925 onder de naam Rugby Park. Een nieuwe tribune werd geopend in 1959, dat bekend staat als 'the East Stand'. In 1981 werd in dit stadion het controversiële toernooi georganiseerd dat in Nieuw-Zeeland bekend staat onder de naam 'Springbok tour'. Op dat toernooi werd het veld van het stadion op 25 juli bezet door mensen die protesteerden tegen het toernooi. De wedstrijd die gepland stond werd afgelast. De protesten gingen om het feit of het rugbyteam van Zuid-Afrika, dat is die tijd de apartheid kende, moest worden uitgenodigd. In 1996 werd besloten dat er een nieuw stadion nodig was om meer wedstrijden te kunnen spelen en een groter aantal evenementen te kunnen organiseren. Het stadion werd daarop grondig gerenoveerd en heropend in 2002. 

## Gebruik
Het stadion wordt gebruikt door twee rugbyclubs, The Chiefs en Waikato Rugby Union.
In 2023 worden er in dit stadion wedstrijden gespeeld op het Wereldkampioenschap voetbal voor vrouwen.
| Datum           | Thuisteam   | Uitslag | Uitteam   | Fase       | Toeschouwers |
| --------------- | ----------- | ------- | --------- | ---------- | ------------ |
| 22 juli 2023    | Zambia      | 0 – 5   | Japan     | Groepsfase | 16.111       |
| 25 juli 2023    | Zwitserland | 0 – 0   | Noorwegen | Groepsfase | 10.769       |
| 27 juli 2023    | Portugal    | 2 – 0   | Vietnam   | Groepsfase | 6.645        |
| 31 juli 2023    | Costa Rica  | 1 – 3   | Zambia    | Groepsfase | 8.117        |
| 2 augustus 2023 | Argentinië  | 0 – 2   | Zweden    | Groepsfase | 17.907       |

Stadium Australia · Sydney Football Stadium · Brisbane Stadium · Melbourne Rectangular Stadium · Perth Rectangular Stadium · Hindmarsh Stadium
Waikato Stadium · Eden Park · Wellington Regional Stadium · Forsyth Barr Stadium